# 米纳斯德里奥廷托
米纳斯德里奥廷托，是西班牙安达卢西亚自治区韦尔瓦省的一个市镇。总面积23平方公里，总人口4621人（2001年），人口密度201人/平方公里。